# Ugličskij rajon
L'Ugličskij rajon (in russo Угличский район?) è un rajon dell'Oblast' di Jaroslavl', nella Russia europea; il capoluogo è Uglič. Ricopre una superficie di 2.568 chilometri quadrati.